# Pere Xamena i Fiol
Pere Xamena i Fiol (Felanitx, 1918 - 22 de maig de 2015) fou un historiador mallorquí.
Cursà la carrera eclesiàstica en el Seminari Diocesà (1930-1942). Ordenat sacerdot el 1942, fou professor del Seminari durant els anys 1945-1962. D'aleshores ençà, resideix a Felanitx, on ha desplegat una gran activitat cultural des de la Fundació Museu Cosme Bauçà. Ha fet conferències sobre aspectes de la història de Mallorca a Felanitx i a altres poblacions de l'illa. Ha elaborat programes per a la TV Felanitxera. Exercí de professor d'Història en els cursos de català de l'Obra Cultural Balear (1971-1974) i en els de Reciclatge de Mestres, a l'Escola Municipal de Mallorquí de Manacor, de 1981 al 1983. Fou col·laborador de Ràdio Popular de Mallorca amb converses sobre la Història de l'Illa (1974-1975). Director i professor de cursos de català de Mallorca. L'any 1963 l'Ajuntament de Felanitx el nomenà arxiver municipal i cronista de la Ciutat i el 1967 li concedí la Medalla de la Ciutat. La Fundació Lluís Carulla li atorgà l'any 1990 un dels premis d'Actuació Cívica. L'Ajuntament de Manacor li feu el "Reconeixement de Mèrits 96". L'any 1999 l'Ajuntament de Felanitx el proclamà Fill Predilecte de la Ciutat.